# Визиренко, Светлана Павловна
Светлана Павловна Визиренко (2 августа 1971) — российская футболистка, вратарь. Мастер спорта России (1993).

## Биография
В начале карьеры выступала за клубы «Кубаночка» (Краснодар) и «Энергия» (Воронеж). По состоянию на вторую половину 1994 года играла за болгарский клуб «Гранд-Отель».
На рубеже XX и XXI века несколько лет выступала за клуб «Рязань-ВДВ», в том числе в сезоне 1998 года сыграла 4 матча в высшей лиге, стала бронзовым призёром чемпионата и финалисткой Кубка России. Чемпионка России и финалистка Кубка страны 2000 года. В рязанской команде как правило была дублёром Ларисы Капитоновой. В 2002 году играла за кисловодский «Энергетик-КМВ», затем снова вернулась в рязанский клуб.
В 2004 году играла за казахстанский клуб «Алма-КТЖ», который в том сезоне, помимо участия в чемпионате своей страны, играл в первом дивизионе и Кубке России.
В 2006 году выступала в первом дивизионе за ростовский СКА. На старте сезона 2007 года сыграла несколько матчей в высшем дивизионе за ногинскую «Надежду».
После окончания спортивной карьеры живёт и работает в Краснодаре.